# Monkayo
Monkayo ist eine philippinische Stadtgemeinde in der Provinz Davao de Oro. Sie hat 94.908 Einwohner (Zensus 1. August 2015).

## Baranggays
Monkayo ist politisch in 21 Baranggays unterteilt.
| - Awao - Babag - Banlag - Baylo - Casoon - Inambatan - Haguimitan - Macopa - Mamunga - Naboc - Olaycon | - Pasian (Santa Filomena) - Poblacion - Rizal - Salvacion - San Isidro - San Jose - Tubo-tubo (New Del Monte) - Upper Ulip - Union - Mount Diwata |